# Angelo Conti
Angelo Conti (Roma, 21 giugno 1860 – Napoli, 8 luglio 1930) è stato uno scrittore, storico dell'arte e filosofo italiano.

## Biografia

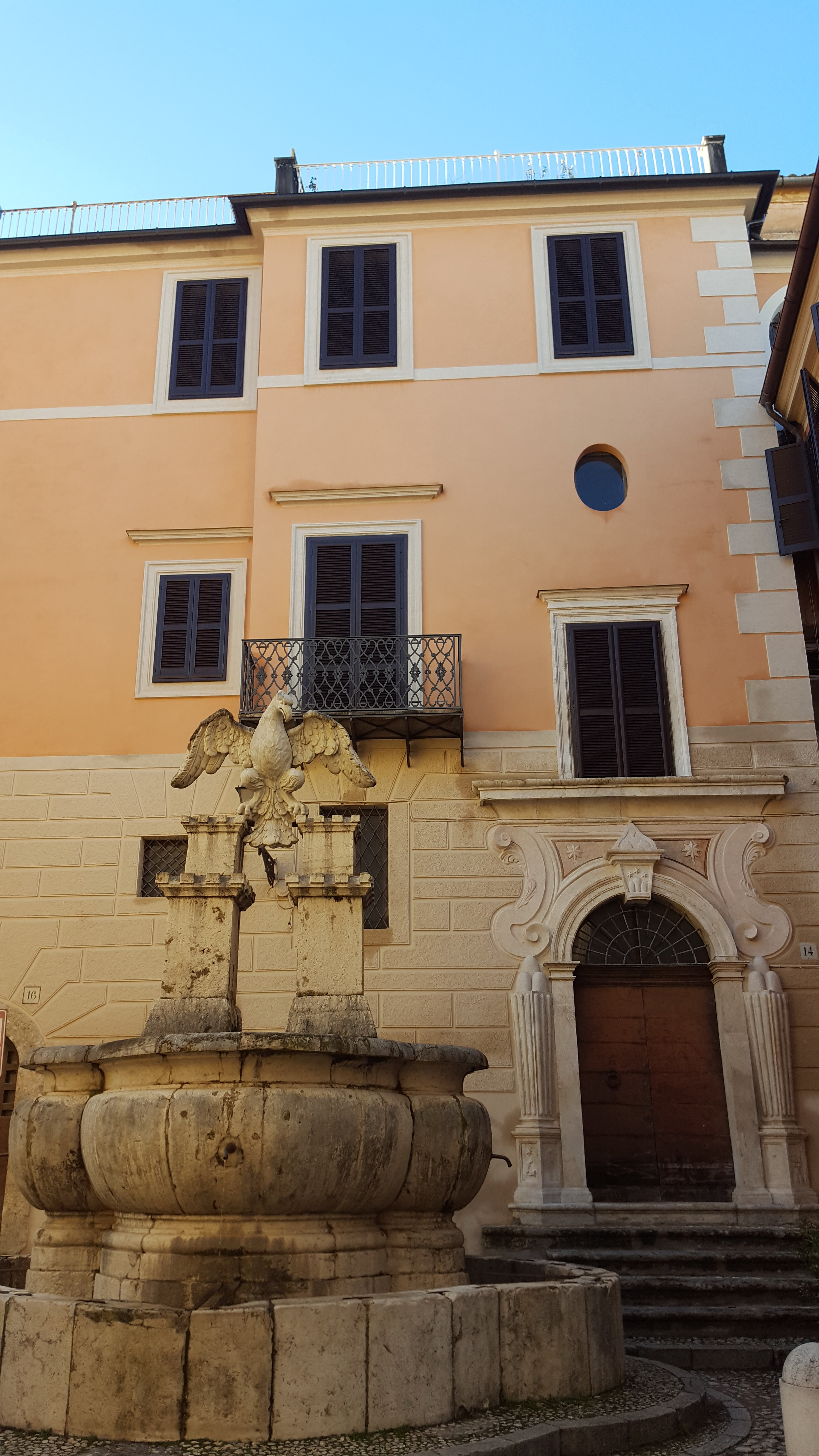
La casa di Angelo Conti ad Arpino

Nato a Roma in una famiglia originaria di Arpino, dove frequentò il locale liceo, studiò medicina, senza però arrivare alla laurea. Preferì occuparsi di musica, di storia dell'arte e di letteratura, ma soprattutto di filosofia estetica, scrivendo saggi critici per riviste quali Capitan Fracassa, Cronaca bizantina e a cominciare dal 1882 per La Tribuna e La Tribuna illustrata, sotto lo pseudonimo di Doctor Mysticus. Fu amico del pittore Adolfo De Carolis e di Gabriele D'Annunzio, che lo citò nel suo romanzo Giovanni Episcopo e si ispirò a lui per il personaggio di Daniele Glauro de Il fuoco.
Nel 1893 lavorò a Firenze presso la Galleria degli Uffizi, collaborando al Marzocco,  poi nel 1894 a Venezia presso l'Accademia di Belle Arti. Nella città lagunare Conti conobbe Eleonora Duse, con la quale ebbe frequenti scambi epistolari. Qui scrisse Giorgione, un saggio d'arte ed estetica sul pittore veneto.
Tornato a Firenze, nel 1900 uscì La beata riva, raccolta di saggi che delineavano la sua concezione critica ed estetica, ispirata dichiaratamente a Platone, Kant e Schopenhauer. La prefazione fu curata da Gabriele D'Annunzio, il quale scriveva di stimare molto il Conti e di ammirare il suo ascetismo estetico.
Dal 1901 ricoprì l'incarico di direttore delle Antichità e Belle Arti di Roma, fino al 1925, anno in cui si trasferì a Napoli come direttore della Reggia di Capodimonte.
Nelle sue opere si ispirò alle poetiche di Walter Pater e John Ruskin.

## Opere
- Giorgione, Firenze, F.lli Alinari, 1894.
- Catalogo delle regie gallerie di Venezia, Venezia, Tip. L. Merlo, 1895.
- La beata riva, Milano, F.lli Treves, 1900.
- Sul fiume del tempo, Napoli, R. Ricciardi, 1907.
- Dopo il canto delle Sirene, Napoli, R. Ricciardi, 1911.
- Domenico Morelli, Napoli, Edizioni d'arte Renzo Ruggiero, 1927.
- San Francesco, con un saggio di Giovanni Papini, Firenze, Vallecchi, 1931.
- Virgilio dolcissimo padre, Napoli, R. Ricciardi, 1931.

## Curiosità
Mario Praz ha scritto che il suo maestro Ernesto Giacomo Parodi era solito leggere La beata riva di Conti prima di addormentarsi; quando morì, la lettura non era stata ancora terminata.